# 프리미엄 이코노미 클래스

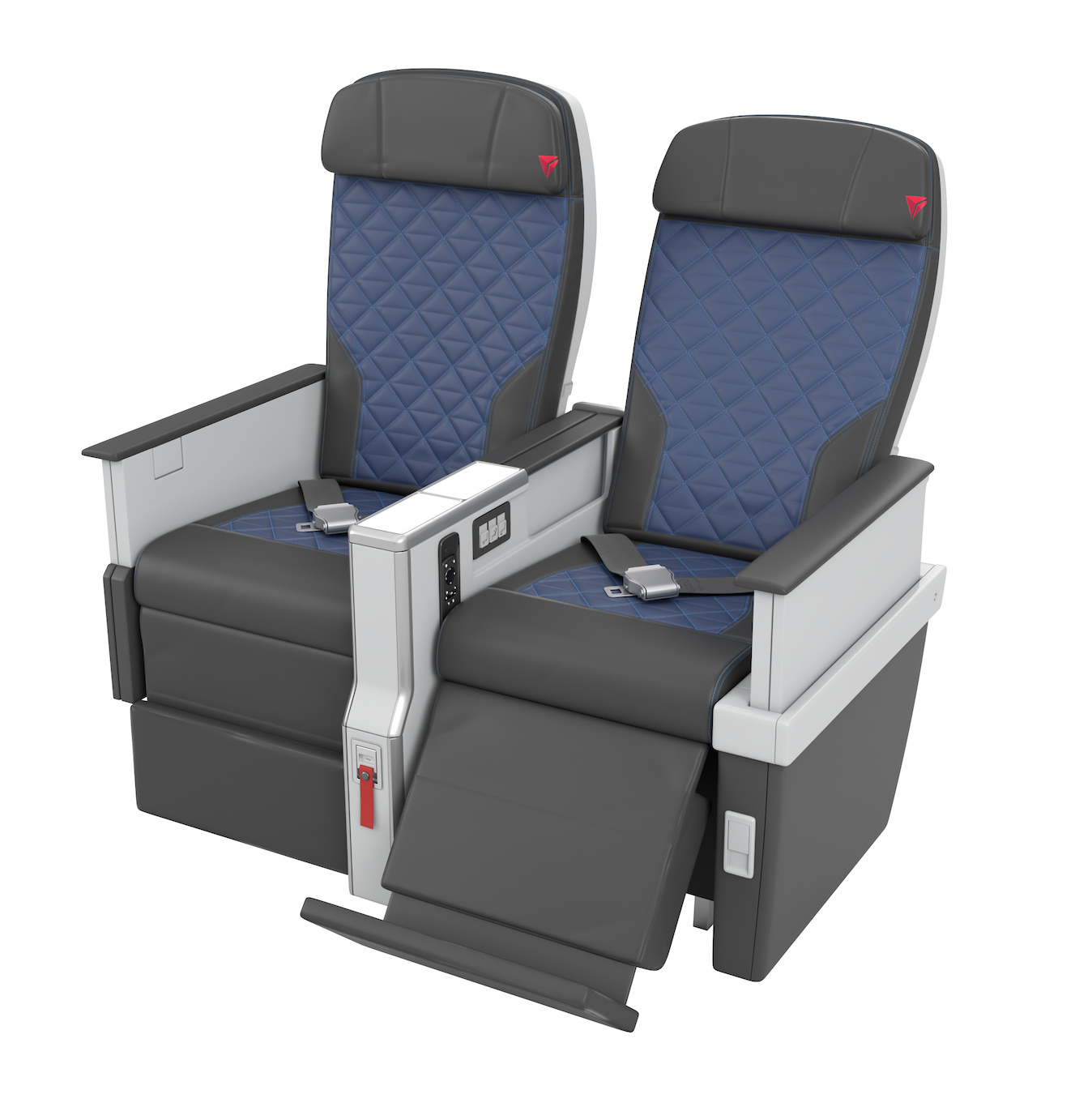
델타 항공 에어버스 A350 XWB에 장착된 프리미엄 이코노미 클래스

프리미엄 이코노미 클래스(Premium Economy Class)는 일부 항공사에서 제공되는 좌석 등급이다. 프리미엄 이코노미 클래스는 비즈니스 클래스와 이코노미 클래스 사이의 중간 정도이다. 1991년 에바항공이 에버그린 클래스를 최초로 도입했으며, 이후 세계 최초로 프리미엄 이코노미 클래스의 서비스를 제공하는 항공사가 되었다.

## 특징
2018년 현재 '프리미엄 이코노미 클래스'라는 용어는 항공사 간에 표준화되지 않고 있으며, 국내선과 국제선, 저비용 또는 지역 항공사 및 기타 여객기 마다 크게 다르게 불리고있다. 프리미엄 이코노미 클래스의 좌석은 대부분 다리를 더 많이 뻗을 수 있는 공간이 제공된다.

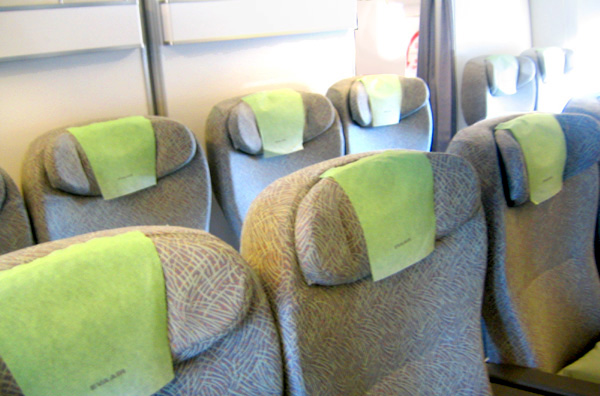
에바 항공의 이전 프리미엄 이코노미 클래스

에어 뉴질랜드와 콴타스 항공의 프리미엄 이코노미에는 우선 체크인, 대형 맞춤형 좌석(일부, 독신 여행객을 대상으로 함), 50% 이상의 리클라인, 프리미엄기내식, 음료 및 스낵 셀프서비스 바, 리모컨이 있는 개인 기내 엔터테인먼트 센터, 아이와 어른을 위한 게임과 영화, 화장실의 스킨케어 제품, 양말, 수면 마스크, 귀마개, 칫솔 등의 아이템이 어메니티라고도 불리는 편의용 주머니에 들어 있다.

## 같이 보기
- 일등석
- 비즈니스석
- 이코노미석
- 광폭동체 항공기